# Jean Fehmerling
Jean Paul Arno Fehmerling (28. november 1912 i Bergedorf ved Hamborg – 2. juni 1978 på Gran Canaria, Spanien) var en dansk modernistisk arkitekt.
Fehmerling var søn af montør, senere fabrikant Jean Axel Fehmerling og Margaretha Beyer. Han blev murersvend og gik på Byggeteknisk Højskole i Hamborg 1928-33. Dernæst gik han på Kunstakademiets Arkitektskole 1938-41. Fra 1939 havde han selvstændig tegnestue.
Han udstillede på Charlottenborg Forårsudstilling 1947-54 og 1963 og på typehusudstilling, Brabrand 1968 og i Fløng 1969. 
Han var gift 1. gang med Grethe Kjær Jensen (død 1944) og 2. gang 26. december 1945 i Søllerød med Grethe Elinor Nielsen (født 29. december 1917 i København), datter af skræddermester Johannes Nielsen og Hilma Botilda f. Persson.

## Værker
- Enfamilieshus i Mosede (1945)
- Fabriksbygning i Glostrup (1946)
- Villa Sølund, Skodsborg Strandvej 200, Skodsborg (1948)
- 9 ens enfamiliehuse på Alléen i Nærum (1948, som en typehusforløber blev det siden, let bearbejdet, opført andre steder, f.eks. Kong Valdemars Vej 42,Roskilde)
- Boligbebyggelsen Lufthavnsparken i Kastrup (1950-51)
- Ulrikkenborg Plads, Kongens Lyngby (1951, præmieret af Lyngby-Taarbæk Kommune)
- Ved kirken i Gladsaxe (1951, præmieret af Gladsaxe Kommune)
- Skottegården, Kastrup, 3-etages huse (1953, sammen med Poul Hessellund Andersen)
- Højhuse samt butikscenter i Kastrup (1955)
- 6-etages boligblok på Frederiksberg, Carit Etlars Vej 4A-B (1949-50, præmieret af Frederiksberg Kommune)
- 4-etages boligblok, Vedbæk (1952-53)
- 50 enfamilieshuse på en udstykning af landstedets Christiansgave, Rungsted (1954, hovedbygning tegnet af Carl Brummer)
- Østerbro-centret, Østerbrogade 115, København (1957-58)
- Skodsborgparken 10-64, Skodsborg (1960-63)
- Boligbebyggelsen Franconville (1962-64)
- Projekt til boligbebyggelsen Ormesson ved Paris (1962-64)
- Nivåvænge [1]  (1966-1969)

### Skriftlige arbejder
- "Den fleksible hustype" i: Arkitekten 1963, 128-33; samme i: Arkitektur, 1965, 119-26
- Boligprojekt ved Ormesson i: Arkitektur, 1966, 128-32.